# بنزوباربیتال
بنزوباربیتال (انگلیسی: Benzobarbital) یک مشتق باربیتورات است. این دارو دارای اثرات ضد تشنج است و برای درمان صرع استفاده شده است.